# Jefferson City
Jefferson City är huvudstad i den amerikanska delstaten Missouri och administrativ huvudort (county seat) i Cole County. Den sträcker sig även in i Callaway County. Vid 2020 års folkräkning hade Jefferson City 43 228 invånare, vilket gör staden till delstatens 16:e största. 
Jefferson City är belägen i den centrala delen av delstaten vid Missourifloden. Den grundades 1821 och är namngiven efter president Thomas Jefferson.

## Geografi
Enligt United States Census Bureau täcker staden en yta på 97,51 km², varav 4,13 km² utgörs av vatten.

## Demografi
Vid folkräkningen 2020 hade Jefferson City 43 228 invånare och 17 084 hushåll. Befolkningstätheten var 463 invånare per kvadratkilometer. Av befolkningen var 74,33 % vita, 15,83 % svarta/afroamerikaner, 0,30 % ursprungsamerikaner, 1,82 % asiater, 0,10 % oceanier, 1,31 % från andra raser samt 6,32 % från två eller flera raser. 3,59 % av befolkningen var latinamerikaner.
Enligt en beräkning från 2019 var medianinkomsten per hushåll $52 253 och medianinkomsten för en familj var $70 366. Omkring 12,9 % av invånarna levde under fattigdomsgränsen.

## Ekonomi
Jefferson City är delstaten Missouris huvudstad och således säte för Missouris generalförsamling, guvernör samt flertalet delstatliga myndigheter.
I staden finns marknader för jordbruksprodukter och boskapsdjur från delstaten. Typiska produkter som framställs är skor, böcker och elektronik.